# Hentzia
Genre
Synonymes
- Wala Keyserling 1885
- Anoka Peckham and Peckham 1894
- Parahentzia Bryant, 1943
- Maeviobeata Caporiacco, 1947

Hentzia est un genre d'araignées aranéomorphes de la famille des Salticidae.

## Distribution
Les espèces de ce genre se rencontrent en Amérique du Nord, aux Antilles, en Amérique centrale et dans le nord de l'Amérique du Sud.

## Liste des espèces
Selon World Spider Catalog (version 18.0, 09/04/2017) :
- Hentzia alamosa Richman, 2010
- Hentzia antillana Bryant, 1940
- Hentzia audax Bryant, 1940
- Hentzia calypso Richman, 1989
- Hentzia chekika Richman, 1989
- Hentzia cubana Richman, 1989
- Hentzia elegans (Keyserling, 1885)
- Hentzia fimbriata (F. O. Pickard-Cambridge, 1901)
- Hentzia footei (Petrunkevitch, 1914)
- Hentzia grenada (Peckham & Peckham, 1894)
- Hentzia mandibularis (Bryant, 1943)
- Hentzia mitrata (Hentz, 1846)
- Hentzia palmarum (Hentz, 1832)
- Hentzia parallela (Peckham & Peckham, 1894)
- Hentzia pima Richman, 1989
- Hentzia poenitens (Chamberlin, 1924)
- Hentzia squamata (Petrunkevitch, 1930)
- Hentzia tibialis Bryant, 1940
- Hentzia vernalis (Peckham & Peckham, 1894)
- Hentzia vittata (Keyserling, 1885)
- Hentzia whitcombi Richman, 1989
- Hentzia zombia Richman, 1989

## Étymologie
Ce genre est nommé en l'honneur de Nicholas Marcellus Hentz.

## Publication originale
- Marx, 1883 : Araneina. A list of the invertebrate fauna of South Carolina. Charleston, p. 21-26.